# Deratyzacja

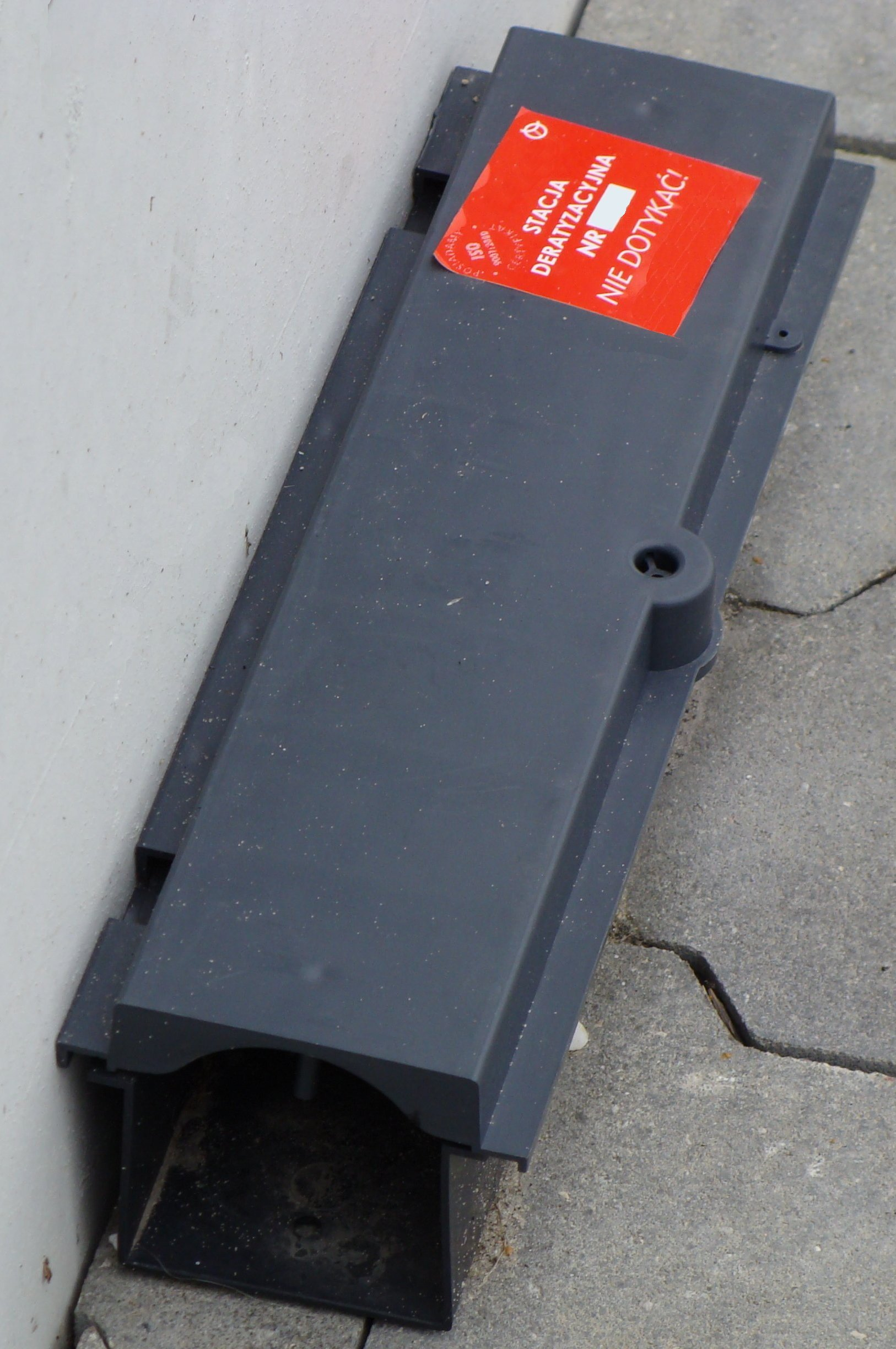
Stacja deratyzacyjna

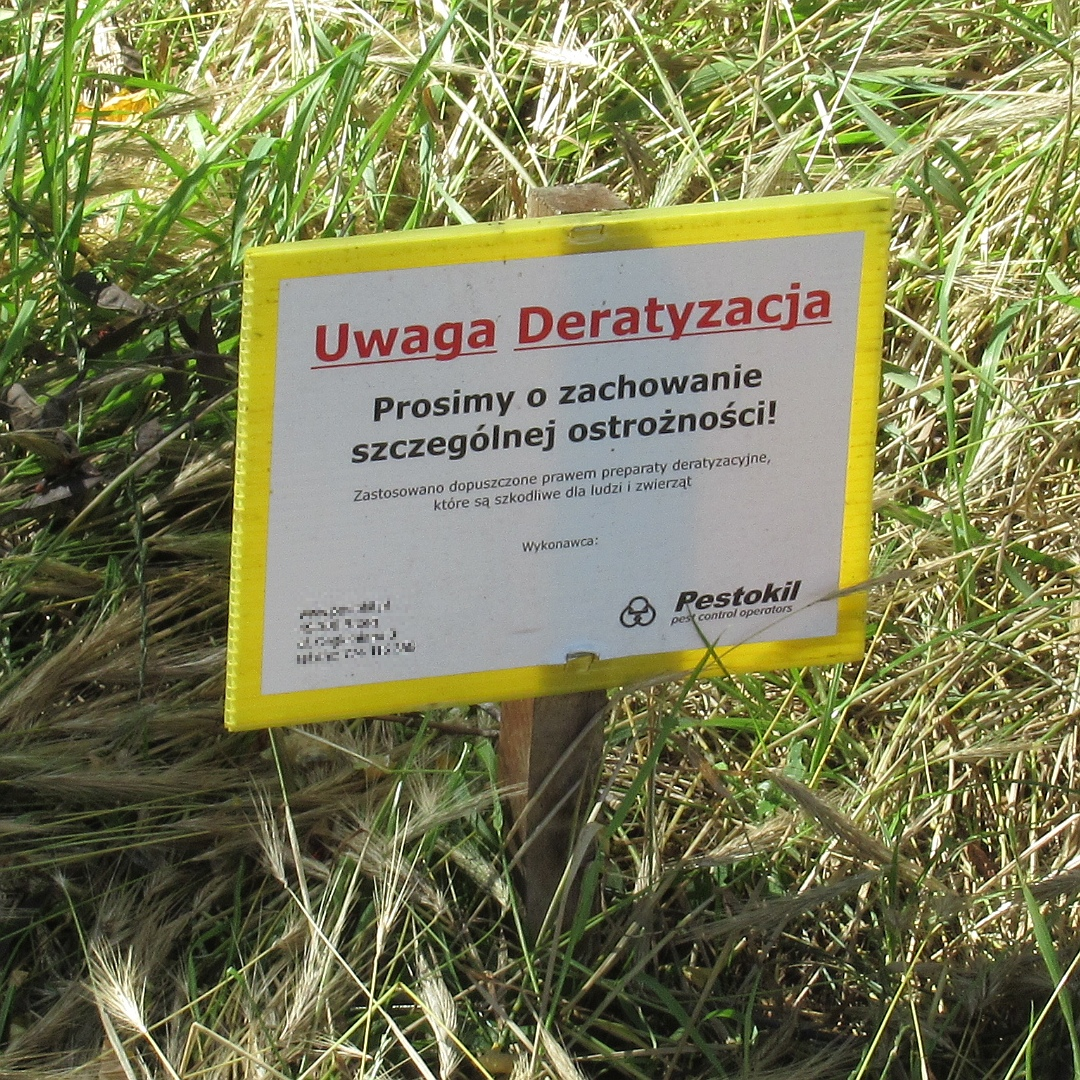
Tablica informująca o deratyzacji

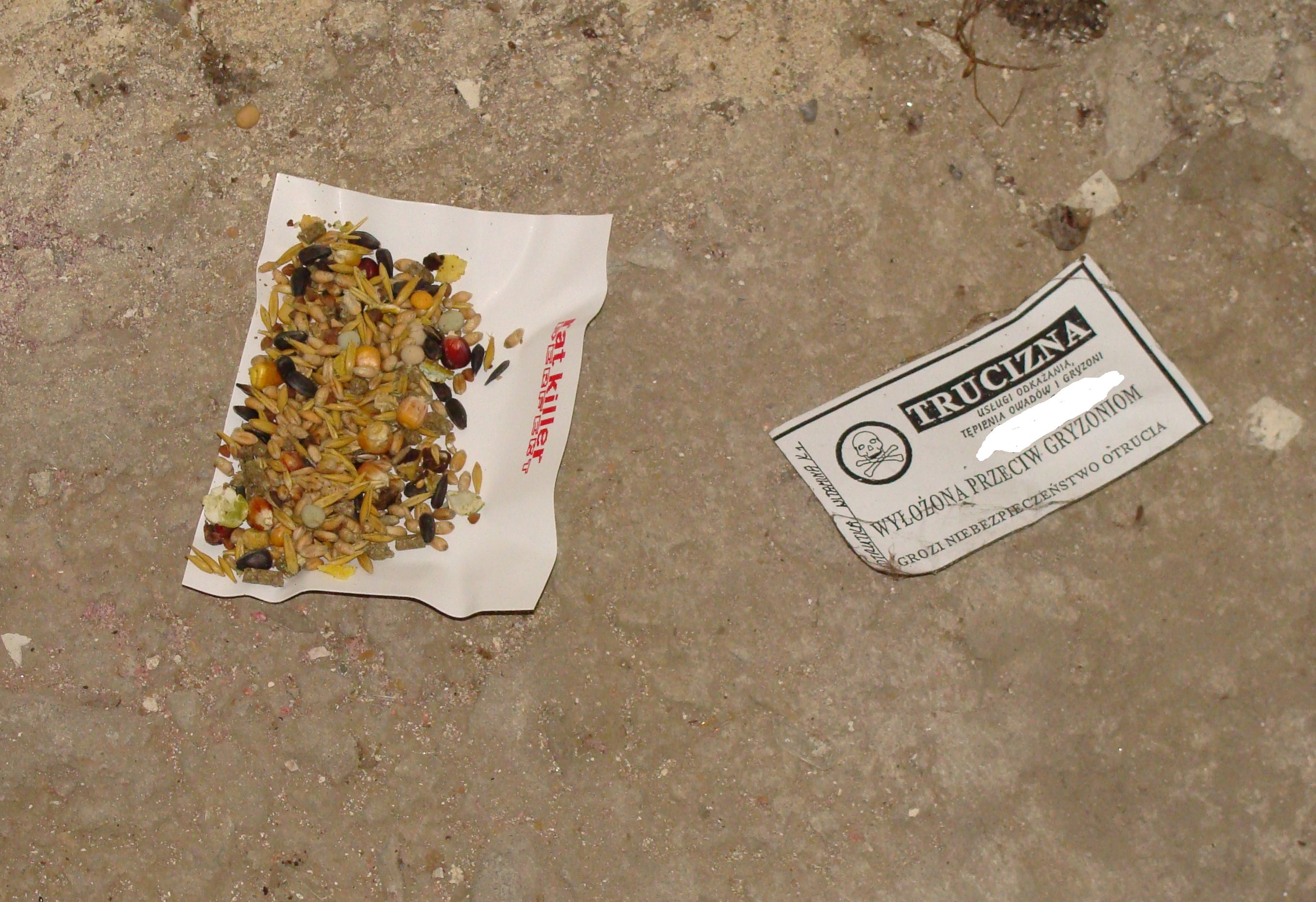
Wyłożona trutka na szczury

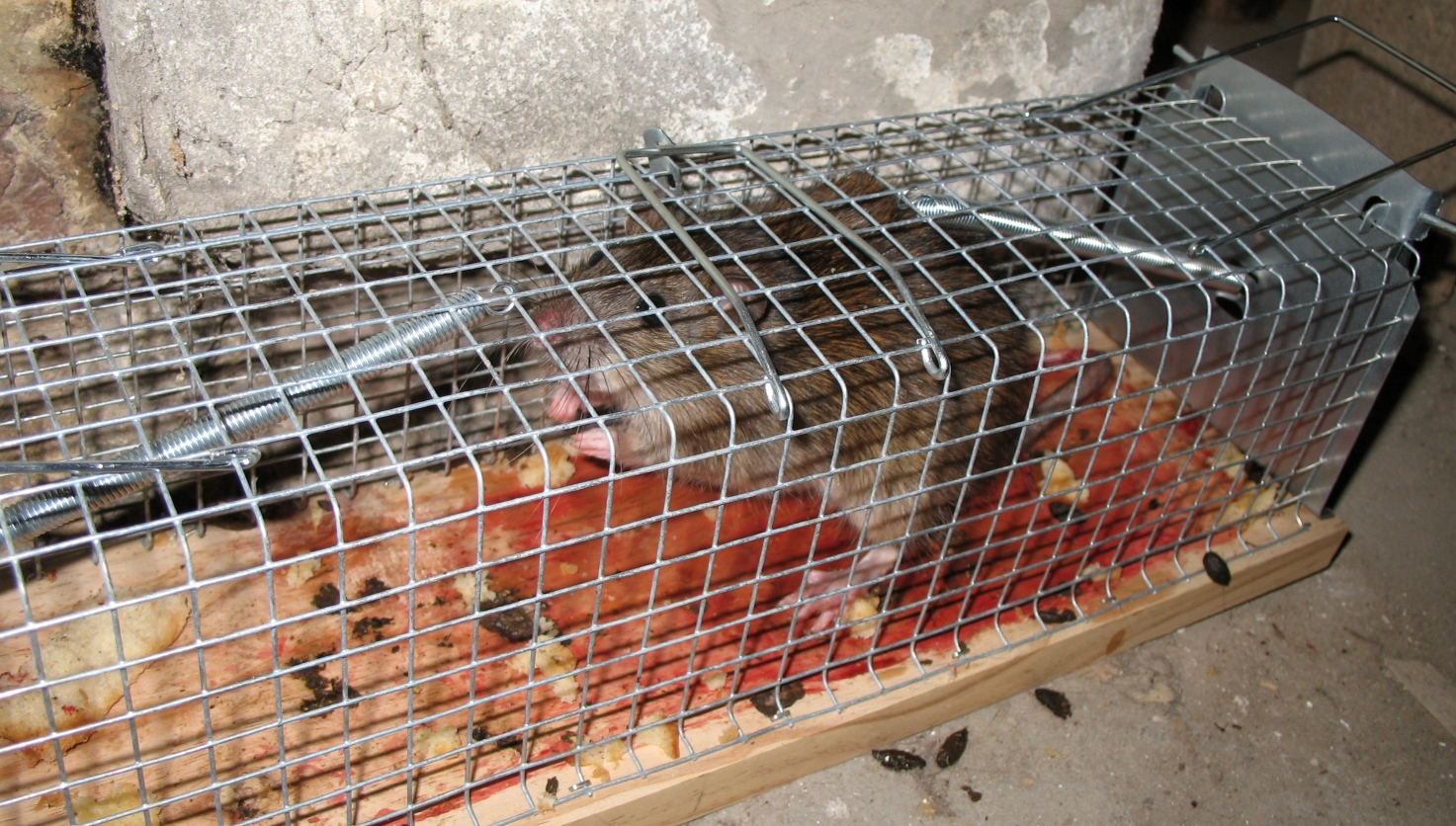
Szczur schwytany w pułapkę

Deratyzacja, odszczurzanie – zwalczanie za pomocą środków chemicznych, fizycznych lub biologicznych wszelkich szkodliwych gryzoni, najczęściej szczurów i myszy. Przeważnie zatrutym pokarmem lub za pomocą pułapek, rzadziej innymi metodami.
Określenie deratyzacja odnosi się również do procesu zwalczania kun, kretów i nornic. Punktem wyjścia podczas przystąpienia do deratyzacji jest identyfikacja szkodnika, a cały proces powinien zakończyć się  powtarzaną profilaktyką. Odszczurzanie, konieczne zwłaszcza w zainfekowanych ośrodkach miejskich, nabrało nowego znaczenia w ratowaniu systemów ekologicznych odległych wysp np. Oceanii poważnie zagrożonych zagładą mnożącymi się zwłaszcza szczurami. Takie zawleczone gatunki skutecznie wytępiono („eradykowano”) ostatnio przy pomocy trucizny opartej na Brodifacoum w akcjach obejmujących całe wyspy (dotąd tylko niewielkie) – słynnym przykładem jest tu całkowite wytępienie m.in. szczurów na wyspach Kapiti i Campbella w Nowej Zelandii.

## Metody deratyzacji
W deratyzacji budynków, mieszkań, zakładów przemysłowych najczęściej stosowanymi metodami są:
- Metody niechemiczne (pułapki żywo-łowne, pułapki sprężynowe, innego rodzaju pułapki)[2]
- Metody chemiczne (stosowanie pestycydów, rodentycydów [trutek na gryzonie], antykoagulantów)[2]

Lepszy efekt daje łączenie metod zwalczania gryzoni.